# North American FJ-1 Fury
North American FJ-1 Fury — ранний палубный турбореактивный истребитель, использовавшийся Военно-морскими силами США. Разработанный компанией North American  в 1945 году, он стал первым реактивным самолëтом на вооружении ВМС США, который служил на море в боевых условиях. FJ-1 использовался недолго во время перехода к более успешным моделям. Развитием FJ-1 стал наземный прототип XP-86, очень влиятельного истребителя F-86 Sabre, который, в свою очередь, лëг в основу палубного истребителя North American FJ-2/-3 Fury.

## Конструкция
Прототип XFJ-1 является низкопланом с прямым крылом и обычным хвостовым оперением. Шсси итрëхстоечное, трёхкдлёсное (по одному колесу на каждую стойку). Двигатель турбореактивный General Electric J35-GE-2 мощностью 17 кН, питаение воздухом осуществляется воздухозаборником, проходящим через фюзеляж. Кабина пилота размещена над воздухозаборным каналом, что снижает сопротивление (по сравнению с раздвоенным по бокам воздухозаборников) и придаëт самолëту приземистый вид. Вооружëн шестью 12,7 мм пулемëтами, установленными рядом с воздухозаборником, что сделало его последним самолëтом, заказанным ВМС США, который использовал пулеметы 12,7 мм в качестве основного вооружения. Крыло, хвостовое оперение и фонарь очень напоминали таковые у P-51D Mustang, при этом кабина пилота была перенесена вперëд по сравнению с конструкцией Мустаноа, чтобы обеспечить хороший обзор пилота спереди для операций на авианосце.
Cерийный FJ-1 Fury — это одноместный истребитель с турбореактивным двигателем Allison J35-A-2 мощностью 17,8 кН, вооруженный шестью 12,7-мм пулеметами.

## Эксплуатация
Первый полëт прототипа XFJ-1 состоялся 27 ноября 1946 года, а первая из 30 поставок усовершенствованного NA-141, получившего обозначение FJ-1, состоялась в марте 1948 года. 10 марта 1948 года на борту USS Boxer FJ-1 совершил первую в истории ВМС США посадку реактивного истребителя на авианосец в море, став в США первопроходцем в операциях с реактивными истребителями на авианосцах, и подчеркнул необходимость создания авианосцев, оснащенных катапультами. Fury был способен стартовать без помощи катапульты, но на переполненной лëтной палубе эта возможность имела ограниченное применение. Взлëт без катапульты ограничивал FJ-1 опасным медленным подъëмом, который считался слишком рискованным для регулярной эксплуатации.
Еще до того, как был поставлен первый серийный FJ-1, первоначальный заказ на 100 единиц был сокращен до 30, поскольку в разработку были введены более перспективные проекты морских истребителей. Закончив свою службу в резервных частях ВМС США, FJ-1 был снят с вооружения в 1953 году, в пользу нового F9F-2 Panther.

## Тактико-технические характеристики
Источник данных: United States Navy Aircraft since 1911

Технические характеристики
- Экипаж: 1 пилот
- Длина: 10,49 м
- Размах крыла: 11,63 м
- Высота: 4,52 м
- Площадь крыла: 20,5 м 2
- Масса пустого: 4011 кг
- Масса снаряжённого: 7076 кг
- Масса топлива во внутренних баках: Внутренний запас топлива: 1743 л, Баки на законцовках крыла: 2 × 644 л
- Силовая установка: 1 × Турбореактивный двигатель Allison J35-A-2
- Тяга: 1 × 17,8 кН

Лётные характеристики
- Максимальная скорость: 880 км/ч на высоте 2700 м;
- Скорость сваливания: 195 км/ч
- Боевой радиус: 980 км
- Перегоночная дальность: 2400 км
- Практический потолок: 9800 м
- Скороподъёмность: 17 м/с на уровне моря

Вооружение
- Стрелково-пушечное: 6 × 12,7 мм пулемёта M2 Browning с боекомплектом 1500 патр.[10]